# 鶴田豊

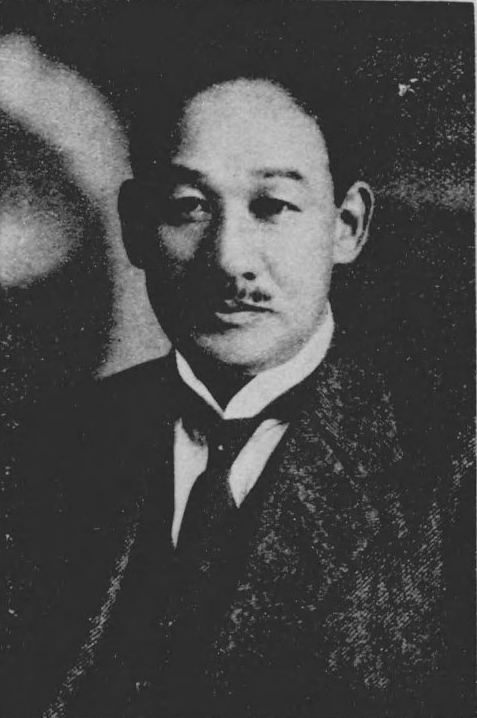
鶴田 豊

鶴田 豊（つるた ゆたか、1876年〈明治9年〉3月25日 - 没年不明）は、明治から昭和時代前期の政治家。福岡県戸畑市長。

## 経歴
長崎県南松浦郡福江町（現・福江市）出身。1898年（明治31年）7月に長崎県南松浦郡書記、1906年（明治39年）2月に長崎県属を経て、1920年（大正9年）11月に沖縄県理事官に転じ、地方課長兼官房主事に発令される。
ついで、熊本県天草支庁長などを経て、1933年（昭和8年）4月に福岡県戸畑市長に就任した。